# Felix Schumann (Dichter)

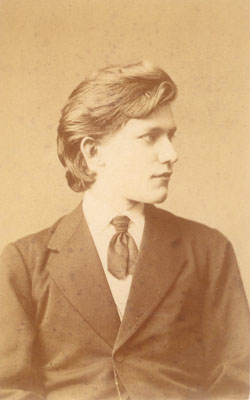
Felix Schumann im Alter von 17 Jahren. Die Aufnahme stammt aus einer Fotoserie des Londoner Fotostudios Elliott & Fry, die während des Englandaufenthalts von Felix mit seiner Mutter Clara im März 1872 angefertigt wurde.

Walter Alfred Felix Schumann (* 11. Juni 1854 in Düsseldorf; † 16. Februar 1879 in Frankfurt am Main) war das jüngste Kind aus der Musikerehe von Robert Schumann und Clara Schumann.
Bekannt wurde er durch die Vertonung einiger seiner Gedichte durch den Komponisten Johannes Brahms.

## Leben

### Herkunft und Jugend
Felix Schumanns Leben war von seiner Geburt an von einer besonderen Tragik umwoben. Sein Vater hatte sich am 27. Februar 1854 von der Düsseldorfer Rheinbrücke in den Fluss gestürzt und wurde in die Nervenheilanstalt nach Endenich bei Bonn gebracht. Seine Mutter Clara Schumann sah sich mit ihren sieben unmündigen Kindern dem Kampf um die Existenz ausgesetzt. Johannes Brahms stand ihr in dieser schwierigen Zeit als treusorgender Freund zur Seite. Er wurde auch Pate, als Felix am 1. Januar 1855 getauft wurde. Den Namen Felix (lat. „der Glückliche“) hatte sein Vater ausdrücklich gewünscht, zum Gedenken an seinen Freund Felix Mendelssohn Bartholdy. Robert Schumann hatte seinen Sohn, mit dessen Lebensschicksal dieser Name, wie sich zeigen sollte, so gar nicht harmonierte, nie gesehen. Johannes Brahms liebte Felix wie einen eigenen Sohn.
Aus zahlreichen Briefen ist herauszulesen, dass Felix zu seiner Mutter und zu seinen Geschwistern (vor allem zur ältesten Schwester Marie, *1841) ein sehr enges Verhältnis hatte. Da Clara Schumann ihre Kinder aus beruflichen Gründen oft allein lassen musste, tauschten sie sich durch Briefe intensiv aus.
Von 1863 bis 1872 besuchte Felix das Joachimsthalsche Gymnasium in Berlin und wohnte in dieser Zeit bei seinem Lehrer, dem Professor Hermann Planer. Dass er zunächst kein allzu fleißiger Schüler war und seiner Mutter diesbezüglich einigen Kummer machte, geht aus Claras Briefen an Brahms hervor. Sie machte Felix in einem Brief vom 26. April 1866 aus München Vorhaltungen, er lerne nicht genügend und seine Zensuren seien nicht zufriedenstellend. Clara tat viel dafür, ihren Kindern eine möglichst gute Ausbildung zu geben. Felix wäre zunächst gerne Musiker geworden, doch seine Mutter sowie Joseph Joachim rieten ihm davon ab, denn er wäre ständig an den Leistungen seiner Eltern gemessen worden, was einen schweren Druck bedeutet hätte. Seine Begabung zum exzellenten Musiker schätzte Clara auch nicht so hoch ein, dass sie ihn in seinen Wünschen bestärkt hätte. Sein Abitur bestand Felix glänzend, und er durfte im März 1872 nach England reisen, wo seine Mutter zu jener Zeit engagiert war. Dort entstand auch das obige Foto des jungen Felix Schumann.
Felix entschloss sich dann im Frühjahr 1872 nach Heidelberg zu gehen, um dort Jura zu studieren. Eine große Neigung empfand er nicht für dieses Studienfach, ebenso wie 43 Jahre zuvor sein Vater. Er stürzte sich in die Freuden des Studentenlebens und geriet bald in Schulden. Schon im April 1872 klagte er in einem Brief an seine Schwester Marie über seine Geldschwierigkeiten. Im Oktober 1872 war er in einer so schwierigen finanziellen Lage, dass er seiner Mutter alles beichtete. Die hatte zu jener Zeit andere Sorgen (ihre Tochter Julie, die ihr drittes Kind erwartete, litt an einer Lungenkrankheit und es ging ihr nicht gut; der Sohn Ludwig war zu dieser Zeit mit einer Geisteskrankheit in einer Heilanstalt). Trotzdem reiste Clara Schumann offenbar nach Heidelberg, um ihrem Sohn aus der Klemme zu helfen. Er gestand ihr, dass er das Geld beim Spiel verloren hatte. Während dieses Aufenthaltes – bei dem Clara auch ein Konzert gab – starb Julie in Paris. Clara sagte niemandem etwas und trat trotzdem auf. Dies geht aus Tagebuchaufzeichnungen von Clara Schumann hervor; Briefe diesbezüglich sind nicht (mehr?) vorhanden.
Felix musste nun aber anscheinend dazu beitragen, den Schaden wieder gutzumachen. Im Dezember 1872 berichtete er in einem Brief an seine Schwester Marie, dass er schweren Herzens seinen Flügel verkauft habe. Im Bewusstsein seiner Schuld fragte er gleichzeitig an, ob die Mutter durch eine Auszahlung der Schumann-Stiftung in Höhe von 50.000 Reichstalern nicht doch eine fühlbare Entlastung erfahren habe. In späteren Jahren wurde Felix offenbar nie wieder „rückfällig“. Vielmehr äußerte er in seinen Briefen immer wieder, er bedaure es sehr, seiner Mutter so viel Sorgen und Kosten bereitet zu haben. Während seines Aufenthaltes in Italien und der Schweiz gab er Unterricht in deutscher Sprache und Musik, um zu diesen Kosten beizutragen. Von Joseph Joachim erbat er sich eine Geige, was seine zu dieser Zeit bei ihm weilenden Schwestern missbilligten. Sie waren der Ansicht, dass er sich mehr bemühen müsse, der Mutter wenigstens einen Teil der Kosten abzunehmen.
Seiner Mutter brachte er offenbar zärtliche Liebe und Vertrauen entgegen (Brief vom 1. Juni 1876 aus Zürich). 
Zu Weihnachten 1871 beschenkte Felix seine Mutter mit einer kleinen Gedichtsammlung. Sein darin enthaltenes Gedicht Meine Liebe ist grün wie der Fliederbusch sowie zwei weitere wurden von Brahms vertont und in die Liederbücher von Brahms aufgenommen. Sie wurden dadurch allgemein bekannt.

### Krankheit und Tod

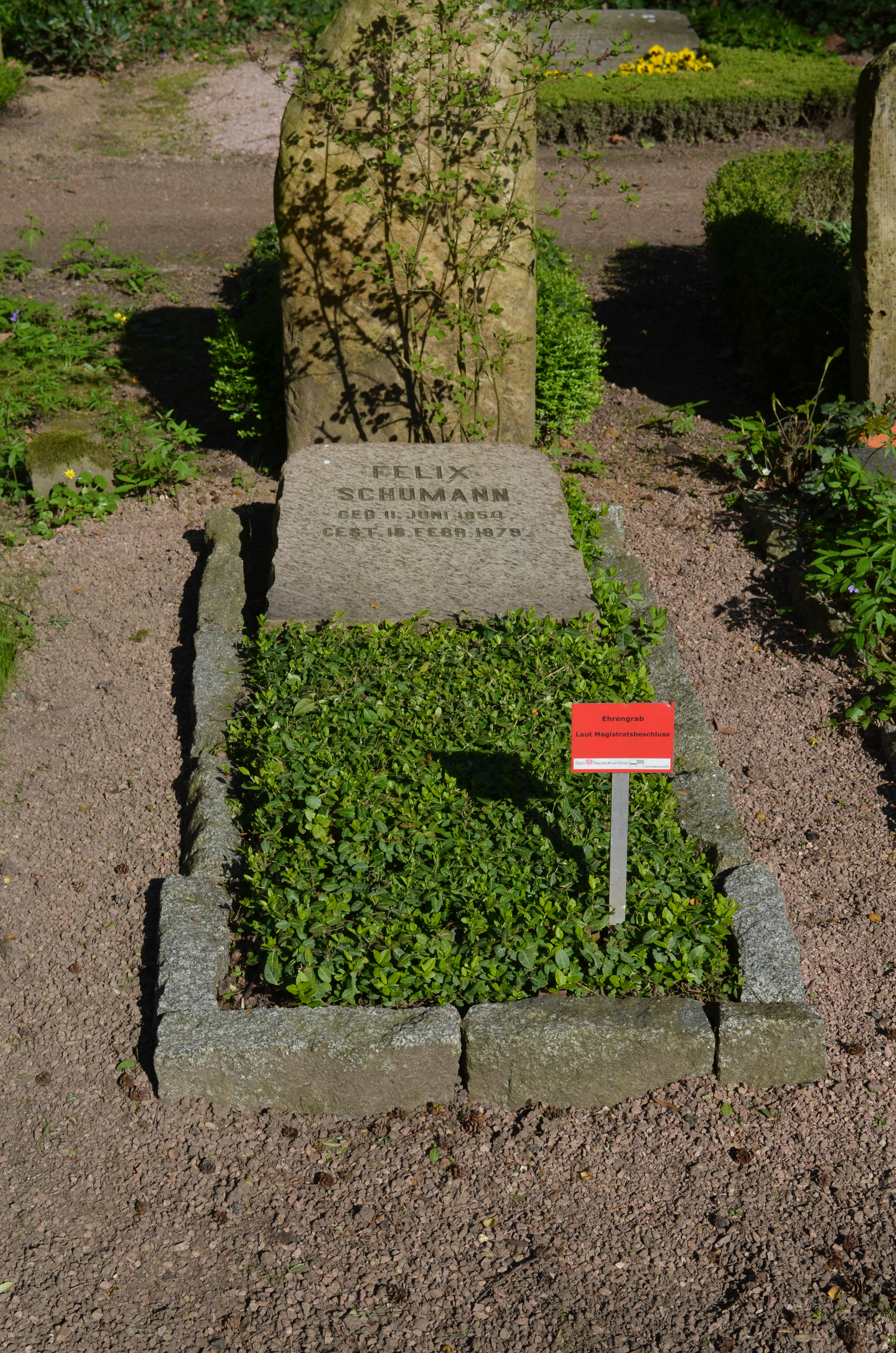
Ehrengrab Felix Schumanns auf dem Frankfurter Hauptfriedhof

1872 erkrankte Felix an Lungentuberkulose, die ihn fünf Jahre lang von Ort zu Ort trieb. Im Herbst 1874 hielt er sich in Weißenburg und Montreux auf, vom Februar 1875 bis Ende 1876 in Engelberg und Meran. 1877 lebte er in Zürich, danach mehrere Monate in (Palermo, Neapel und Capri) immer in der Hoffnung auf Genesung von der tückischen Krankheit. Dazwischen weilte er gelegentlich bei seiner Mutter in Baden-Baden, wo diese ein Haus erworben hatte als Treffpunkt für die ganze Familie.
Aus dieser Zeit stammen Gedichte, die im Gedichtband Meine Liebe ist grün wie ein Fliederbaum erschienen sind. Sie spiegeln seelisches Geschehen, Sehnen, Hoffen und schließlich das Entsagen des Kranken wider.
Felix hoffte immer, wieder zu gesunden. Im Winter 1876/1877 trug er sich bereits mit Plänen für eine Wiederaufnahme seines Studiums, allerdings wollte er nicht das ungeliebte Jurastudium fortsetzen, sondern trug sich im Frühjahr 1877 in Zürich in die philosophische Fakultät ein. Er hatte zuvor nie daran gedacht, dass die Schriftstellerei zu seinem Beruf werden könnte, dennoch schien es ihm schlüssig, sich hier zu Wissen anzueignen. Als er jedoch plante, einige Werke zu veröffentlichen, warnte Clara ihn wiederum vor vorschnellen Entscheidungen, und so wurde zu seinen Lebzeiten nichts herausgegeben außer den drei erwähnten Liedern, die Brahms vertont hat.
Im Frühjahr 1878 ging es Felix Schumann gesundheitlich sehr schlecht. Auf Wunsch von Clara besuchte Brahms ihn in Begleitung des Arztes Theodor Billroth in Neapel. Dieser machte ihm wohl wenig Hoffnung auf eine Genesung. Im Sommer 1878 bat Felix inständig, nach Hause kommen zu dürfen. Clara hatte inzwischen jedoch ihr Haus in Baden-Baden aufgegeben und ihren Wohnsitz nach Frankfurt verlegt. So brachte sie ihn zu Beginn des folgenden Jahres in der Heilstätte Dettweiler in Falkenstein im Taunus unter. Auf Drängen von Felix, dessen Zustand immer schlechter wurde, nahm sie ihn dann zu sich nach Frankfurt in die Myliusstraße 32.
Felix Schumann starb laut den Tagebuchaufzeichnungen seiner Mutter am Sonntag, dem 16. Februar 1879, um 3 Uhr morgens in Frankfurt und wurde auch dort beigesetzt. In den amtlichen Unterlagen sowie auf dem Grabstein wurde jedoch der 18. Februar 1879 vermerkt; vermutlich war dies der Tag seiner Beisetzung.

## Felix Schumann als Dichter

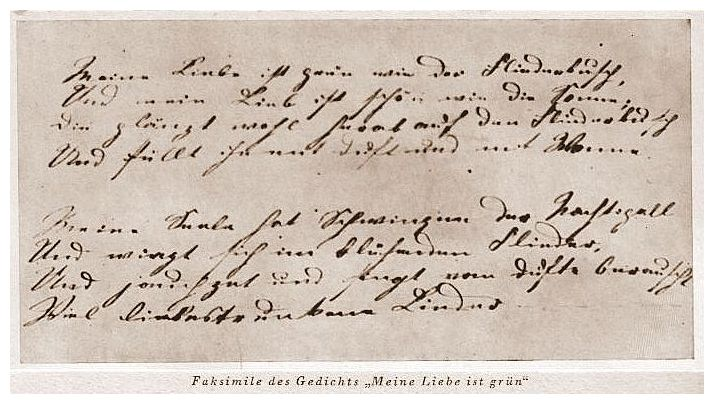
Faksimile, Gedicht: Meine Liebe ist grün wie der Fliederbusch

Während seiner Jugend- und Studienzeit und der langjährigen Krankheit schrieb er eine ganze Anzahl von Gedichten. Eine Veröffentlichung unterblieb zu seinen Lebzeiten, wenn man von den von Brahms vertonten Liedern absieht.
Insgesamt hat Brahms drei Gedichte seines Patenkindes Felix Schumann bei seinen Kompositionen verwendet:
- Das bekannteste Gedicht ist Meine Liebe ist grün wie der Fliederbusch. Veröffentlicht als op. 63, Heft 2, Nr. 6 in Junge Lieder Nr. 1
- Wenn um den Holunder der Abendwind kost. Veröffentlicht in op. 63, Heft 2 Junge Lieder.
- Es brausen der Liebe Wogen op. 86, Nr. 5, erschien ebenda. Die Überschrift „Versunken“ scheint von Brahms zu stammen.

Weitere unveröffentlichte Werke stammen von Felix Schumann:
- Epos zum märkischen Reformationsfest am 2. November 1871 – betitelt: Flucht Christophs von Württemberg.
- „Cejanus“ – ein Trauerspiel in fünf Akten, dessen Held Aetius Cejanus ist, Präfekt der Praetorianer unter Tiberius Claudius Nero.
- 1887 entstanden zwei Mysterien „Das verlorene Paradies“ und „Die Sintflut“.
- 1876 „Das goldene Zeitalter“ und „Ein Zwischenspiel“.
- 1871 eine Übersetzung des dreiaktigen dramatischen Gedichtes „Manfred“ von Lord Byron.
- weiterhin der Text zu einer Kantate „Penelope“ für Chor und Einzelstimmen, den er für seinen Onkel Woldemar Bargiel schrieb. Die geplante Vertonung ist aber wohl nicht mehr erfolgt.